# Wapen van Eijsden
Het wapen van Eijsden bestaat uit elementen van de oude wapens van Eijsden en Gronsveld, de beschrijving luidt: "Gedeeld : I in zilver een knoestig schuinkruis van keel, II in goud een dubbele adelaar van sabel, gebekt, getongd en gepoot van keel met op de borst een schildje van goud, beladen met 3 ballen van keel, in een schildvoet van keel een ingebogen punt van goudhermelijn. Het schild gedekt met een gouden kroon van 3 bladeren en 2 parels."

## Geschiedenis
Op 5 februari 1890 werd aan de toenmalige gemeente Eijsden een wapen verleend met de volgende beschrijving:
"Van zilver beladen met een getakt Bourgondisch kruis van keel, vergezeld van het ten halve uitkomende beeld van de H.Christina van goud, met gelaat en handen van natuurlijke kleur en nimbus van goud, houdende in de opgeheven rechterhand een slang van sinopel en in de opgeheven linkerhand een bundel van drie pijlen van sabel; links en beneden van een zesbladige roos van keel, rechts van een van goud gekroonden leeuw van keel, houdende in de opgeheven rechter klauw een opgeheven zwaard van goud en in den linker een pijlenbundel van 'tzelfde."
Christina is de patroonheilige van Eijsden, de Generaliteitsleeuw is afkomstig van de Republiek der Zeven Verenigde Nederlanden. De bloemen herinneren aan de eerste heren van Eijsden. Het rode knoestig of getakt Bourgondisch kruis komt reeds voor op de oudst bekende schepenzegel uit 1571 en tevens op een reeks grensstenen rondom het oude gebied van de heerlijkheid Eijsden, onderdeel van het Land van Valkenburg. Op het wapen komt het kruis voor ter herinnering aan de periode dat Eijsden bezit was van de hertogen van Bourgondië.
Nadat Gronsveld met Eijsden werd samengevoegd moest een nieuw wapen ontworpen worden dat op 16 juli 1983 werd verleend. Daarbij werden elementen uit het wapen van Gronsveld opgenomen. De bollen van Gronsveld geplaatst op een dubbelkoppige adelaar, deze bollen komen voor op de hermelijnen mantel van Sint Maarten op het oude wapen van Gronsveld. Het schild is gedekt met een gravenkroon.
Als gemeentewapen kwam het wapen te vervallen op 1 januari 2011, toen Eijsden en Margraten opgingen in de nieuwe gemeente Eijsden-Margraten. Het wapen mag wel als dorpswapen gebruikt worden.

## Verwante wapens

Wapen van Gronsveld (1882)
Wapen van Eijsden-Margraten